# Paus emeritus
Paus emeritus (Latijn: Pontifex emeritus) is de aanduiding van een bij leven afgetreden paus.

## Geschiedenis
Op 26 februari 2013 werd door het Vaticaan bekendgemaakt dat na het aftreden van paus Benedictus XVI op 28 februari 2013 hij tijdens zijn emeritaat kon worden aangeduid als paus emeritus. Hij behield het predicaat van Zijne Heiligheid en mocht een witte soutane blijven dragen, met bruine schoenen in plaats van rode schoenen. In plaats van de vissersring droeg hij een bisschopsring. Benedictus XVI behield na zijn terugtreden zijn pausnaam in plaats van zijn geboortenaam Joseph Ratzinger.
In januari 2023 werd door Italiaanse vaticanist Marco Politi beweerd dat de titel na het overlijden Benedictus XVI is komen te vervallen; en zullen aftredende pausen in de toekomst de titel  'Emeritus bisschop van Rome'  gaan voeren.
Deze titel is vergelijkbaar met professionele titels zoals professor emeritus.